# Rockbird
Rockbird è il secondo album solista di Debbie Harry, pubblicato nel 1986.

## Il disco
È stato prodotto da Seth Justman della J Geils band, pubblicato dopo 4 anni di silenzio artistico dovuto alla malattia del suo compagno Chris Stein; il primo singolo French Kissing in the USA fu un successo in tutta Europa, entrò nella top ten in Gran Bretagna e in classifica hot 100 negli Stati Uniti. Altri singoli estratti furono In Love with Love e Free to Fall. È stato certificato disco d'oro in Gran Bretagna.

## Tracce
Side A:
1. "I Want You" (Deborah Harry, Toni C.) - 4:28
2. "French Kissin' in the USA" (Chuck Lorre) - 5:14 About this sound Listen (help·info)
3. "Buckle Up" (Deborah Harry, Seth Justman) - 3:46
4. "In Love with Love" (Deborah Harry, Chris Stein) - 4:34 About this sound Listen (help·info)

Side B:
1. "You Got Me In Trouble" (Deborah Harry, Seth Justman) - 4:18
2. "Free to Fall" (Deborah Harry, Seth Justman) - 5:31 About this sound Listen (help·info)
3. "Rockbird" (Deborah Harry, Chris Stein) - 3:09
4. "Secret Life" (Deborah Harry, Chris Stein) - 3:46
5. "Beyond the Limit" (Deborah Harry, Nile Rodgers) - 4:37

## Classifiche
| Paese         | Posizione più alta |
| ------------- | ------------------ |
| Nuova Zelanda | 22                 |
| Regno Unito   | 31                 |
| Stati Uniti   | 97                 |
| Svezia        | 30                 |